# Avon Circuit Championships 1982
L'Avon Circuit Championships 1982 è stato un torneo di tennis femminile che si è giocato al Madison Square Garden di New York negli USA dal 24 al 28 marzo su campi in sintetico indoor. È stata la 11ª edizione del torneo di fine anno di singolare, la 9a del torneo di doppio.

## Campionesse

### Singolare
Sylvia Hanika ha battuto in finale  Martina Navrátilová con il punteggio di 1–6, 6–3, 6–4

### Doppio
Martina Navrátilová /  Pam Shriver hanno battuto in finale  Kathy Jordan /  Anne Smith con il punteggio di 6–4, 6–3